# ᵩ
Cette page contient des caractères spéciaux ou non latins. S’ils s’affichent mal (▯, ?, etc.), consultez la page d’aide Unicode.
ᵩ, appelée phi en indice, phi inférieur ou lettre modificative grecque phi en indice, est un symbole de certaines variantes l’alphabet phonétique ouralique. Il est formé de la lettre grecque phi mise en indice.

## Utilisation
Le phi en indice est utilisé dans certaines versions de l’alphabet phonétique ouralique pour indiquer la labialisation de la consonne fricative vélaire qui le précède, utilisé notamment dans la transcription du mansi.
Le phi en indice est utilisé dans la variante de la transcription Teuthonista utilisée dans le Lexikalisches Informationssystem Österreich, par exemple dans σ̌wę̄ᵩė (la transcription de Schwëfel tel qu’enregistré à Hüttschlag) ou wölᵩɒl (la transcription de Wolf tel qu’enregistré à Pöttsching).

## Représentations informatiques
La lettre modificative grecque phi en indice peut être représentée avec les caractères Unicode suivants (extensions phonétiques) :
| formes       | représentations | chaînes de caractères | points de code | descriptions                        | note                             |
| ------------ | --------------- | --------------------- | -------------- | ----------------------------------- | -------------------------------- |
| modificative | ᵩ               | ᵩ                     | U+1D69         | indice lettre minuscule grecque phi | codée pour le symbole phonétique |

## Sources
- (en) Finlande, Irlande, Norvège ISO/IEC JTC1/SC2/WG2, Uralic Phonetic Alphabet characters for the UCS, 20 mars 2002 (lire en ligne)
- (de) Rédei Károly, Zu den indogermanische-uralischen Sprachkontakten, Vienne, Verlag der Österreichischen Akademie der Wissenschaften, 1986
- (en) Elena Skribnik, Eastern Mansi Phoneme System (Middle and Lower Konda), Institute for Finno-Ugric Studies, 2016 (présentation en ligne, lire en ligne)
- (de) Universität Wien, Zentrum für Tanslationswissenschaft & Österreichische Akademie der Wissenschaften (ÖAW), « Das Lautschriftsystem », sur LIÖ – Lexikalisches Informationssystem Österreich